# Тоту, Одри
Одри́ Жюсти́н Тоту́ (фр. Audrey Justine Tautou [odʁɛ totu]; род. 9 августа 1976, Бомон) — французская актриса театра и кино.

## Биография
Одри Тоту родилась 9 августа 1976 года в Бомоне и получила свое имя в честь актрисы Одри Хепбёрн.
Отец — Бернар Тоту, врач-стоматолог, мать — Эвелин Нюре, учительница. Когда Одри окончила лицей, родители оплатили ей двухнедельный курс в парижской театральной школе «Cours Florent».
Одри окончила музыкальную школу по классу фортепиано и гобоя. Владеет немецким, итальянским языком и хорошо говорит по-английски.
Попав на актёрские курсы, Одри окончательно решила связать свою жизнь с театром и кино. Переехав в Париж, она училась, работала секретаршей, снималась в сериале на телеканале TF1 о сыщице Жюли Леско.
Свою первую роль Одри Тоту сыграла в телевизионном фильме «Сердце мишени» (1996), после чего исполнила несколько небольших ролей в телефильмах и сериалах.

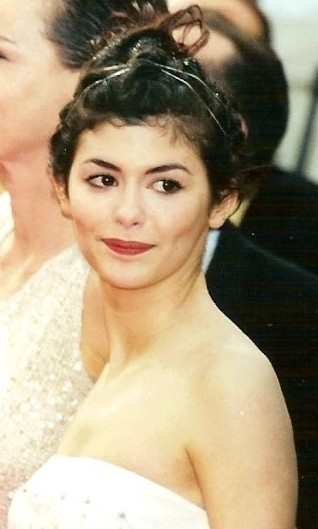
Одри Тоту в Каннах, 1999 год

В 1998 году она победила в конкурсе юных дарований. Эта победа принесла ей первую заметную роль в кино — в фильме 1999 года «Салон красоты „Венера“» Тони Маршаль. После этого фильма была замечена критиками, её карьера стала стремительно развиваться. Жюри конкурса имени Сюзанны Бьянкетти вручило ей главный приз.
Зрителям во всём мире Тоту известна как исполнительница главной роли в фильме «Амели» 2001 года (режиссёр — Жан-Пьер Жёне). Главная героиня фильма Амели Пулен во Франции и во многих других странах (например, в Японии) стала объектом поклонения — как и всё, что с ней связано. Родители стали называть именем Амели своих новорождённых девочек. Кафе «Две мельницы», действительно существующее на Монмартре, стало после выхода фильма пользоваться огромной популярностью. Фильм «Взмах крыльев мотылька» был воспринят публикой и рекламировался прокатчиками как «Амели-2», хотя был снят ещё в 2000 году, то есть на год раньше «Амели». В 2004 году Тоту снялась в главной роли ещё в одном фильме Жёне — «Долгая помолвка».
Следующей её крупной ролью стала главная женская роль в фильме 2006 года «Код да Винчи», в котором Тоту снялась с Томом Хэнксом.
В 2009 году Тоту сыграла легенду моды Коко Шанель в полнометражном фильме-биографии «Коко до Шанель» (Coco avant Chanel), который описывает восхождение иконы стиля от певицы кабаре до гуру дизайна; после этого актриса стала лицом марки французских духов Chanel No. 5, сменив Николь Кидман.
В 2010 году Тоту дебютировала на сцене парижского театра «Мадлен», сыграв главную роль Норы в пьесе норвежского драматурга Генрика Ибсена «Кукольный дом» в постановке режиссёра Мишеля Фо, который сыграл роль адвоката Хельмера, мужа Норы.

## Призы и номинации
- 1998 — «Канал +» назвал её «самой перспективной актрисой» французского кино.
- 2000 — Приз лучшей молодой актрисе на 9-м фестивале молодых актёров кино в Безьере.
  - Премия «Сезар» в категории «самая перспективная актриса» за фильм «Салон красоты „Венера“».
- 2001 — Приз ювелирной фирмы Chopard и журнала Studio в категории «Открытия 2001 года» («Амели»).
  - Номинация на премию европейского кино в категории «лучшая европейская актриса» («Амели»).
  - Номинация на премию «Золотой глобус» («Амели»).
- 2002 — Номинация на премию «Сезар» 2002 года в категории «лучшая актриса» («Амели»).
  - Премия «Люмьер» лучшей актрисе 2002 года («Амели»).
- 2005 — Номинация на премию «Сезар» 2005 года в категории «Лучшая женская роль» («Долгая помолвка»).
- 2009 — Номинация на премию BAFTA за лучшую женскую роль («Коко до Шанель»).
  - Номинация на премию «Сезар» за лучшую женскую роль («Коко до Шанель»).

## Фильмография
| Год  |     | Русское название               | Оригинальное название                | Роль               |
| ---- | --- | ------------------------------ | ------------------------------------ | ------------------ |
| 1996 | тф  | Сердце мишени                  | Coeur de cible                       | первая роль в кино |
| 1997 | тф  | Правда — это плохой недостаток | La Verite est un vilain defaut       | телефонистка       |
| 1997 | с   | Кордье — стражи порядка        | Les Cordier, juge et flic            | Леа                |
| 1998 | кор | Старая застава                 | La vieille barrière                  | Каро               |
| 1998 | тф  | Беби-бум                       | Bébés boum                           | Эльза              |
| 1998 | тф  | Технический хаос               | Chaos technique                      | Лиза               |
| 1998 | кор | Кастинг: Ну и гадость          | Casting: Archi-dégueulasse           | комедийная актриса |
| 1998 | с   | Жюли Леско                     | Julie Lescaut                        | Трейси             |
| 1999 | ф   | Салон красоты «Венера»         | Vénus beauté (institut)              | Мари               |
| 1999 | кор | Грустно умирать                | Triste à mourir                      | Каро               |
| 2000 | ф   | Проходимцы                     | Voyous voyelles                      | Анн-Софи           |
| 2000 | ф   | Распутник                      | Le Libertin                          | Жюли д’Ольбах      |
| 2000 | ф   | Взмах крыльев мотылька         | Le Battement d’ailes du papillon     | Ирен               |
| 2000 | ф   | Выходи за меня                 | Épouse-moi                           | Мари-Анж           |
| 2001 | ф   | Амели                          | Le Fabuleux destin d’Amélie Poulain  | Амели Пулен        |
| 2001 | ф   | Бог большой, я маленькая       | Dieu est grand, je suis toute petite | Мишель             |
| 2002 | ф   | Любит — не любит               | À la folie… pas du tout              | Анжелика           |
| 2002 | ф   | Испанка                        | L’Auberge espagnole                  | Мартина            |
| 2002 | ф   | Грязные прелести               | Dirty Pretty Things                  | Сенай Гелик        |
| 2003 | ф   | Пропавшие моряки               | Les Marins perdus                    | Лалла              |
| 2003 | ф   | Только не в губы               | Pas sur la bouche                    | Югетт Вербери      |
| 2003 | ф   | Хеппи-Энд                      | Nowhere to Go But Up                 | Вэл Чипзик         |
| 2004 | ф   | Долгая помолвка                | Un long dimanche de fiançailles      | Матильда           |
| 2005 | ф   | Красотки                       | Les Poupées russes                   | Мартина            |
| 2006 | ф   | Код да Винчи                   | The Da Vinci Code                    | Софи Невё          |
| 2006 | ф   | Роковая красотка               | Hors de prix                         | Ирен               |
| 2007 | ф   | Просто вместе                  | Ensemble, c’est tout                 | Камилла            |
| 2009 | ф   | Коко до Шанель                 | Coco avant Chanel                    | Габриэль Шанель    |
| 2010 | ф   | Случайный роман                | De vrais mensonges                   | Эмили              |
| 2011 | ф   | Встречные ветра                | Des vents contraires                 | Сара               |
| 2011 | ф   | Нежность                       | La délicatesse                       | Натали             |
| 2012 | ф   | Тереза Д.                      | Thérèse Desqueyroux                  | Тереза Декейру     |
| 2013 | ф   | Пена дней                      | L'écume des jours                    | Хлоя               |
| 2013 | ф   | Китайская головоломка          | Casse-tête chinois                   | Мартина            |
| 2015 | ф   | Микроб и Бензин                | Microbe et Gasoil                    | Мария-Тереза Герэ  |
| 2015 | мф  | Мальчик-призрак                | Phantom Boy                          | Мэри               |
| 2016 | ф   | Вечность                       | Eternité                             | Валентина          |
| 2016 | ф   | Ночь в Париже                  | Ouvert la nuit                       | Навель             |
| 2016 | ф   | Одиссея                        | L'odyssée                            | Симона Кусто       |
| 2017 | ф   | Санта и компания               | Santa et Cie                         | Ванда              |
| 2018 | ф   | Нежная рука закона             | En liberté !                         | Агнес              |
| 2019 | ф   | Дальше некуда                  | The Jesus Rolls                      | Мари               |